# Station Oiwake
Station Oiwake (追分駅, Oiwake-eki) is een spoorwegstation in de Japanse stad Ōtsu. Het wordt aangedaan door de Keishin-lijn. Het station heeft twee sporen, gelegen aan twee zijperrons.

## Treindienst

### Keihan
| 1 | ■ Keishin-lijn | richting Hamaōtsu                         |
| 2 | ■ Keishin-lijn | richting Keihan Yamashina en Sanjō Keihan |

## Geschiedenis
Het station werd in 1912 geopend. In 1979 werd er een nieuw station gebouwd.
(Tōzai-lijn) <<Misasagi · Keihan Yamashina · Shinomiya · Oiwake · Ōtani · Kamisakaemachi · Hamaōtsu